# 庫切里夫卡 (茲納緬卡區)
48°44′46″N 32°25′15″E / 48.74611°N 32.42083°E
庫切里夫卡（烏克蘭語：Кучерівка），是烏克蘭中部的村莊，隸屬基洛夫格勒州的克羅皮夫尼茨基區。該村面積2.14平方公里，海拔高度185米，2001年人口182，人口密度每平方公里85.2人。